# Carl Nylander
Carl Reinhold Gunnar Lennartsson Nylander, född 3 mars 1932 i Kungsholms församling i Stockholm, är en svensk antikforskare, arkeolog och författare. 
Carl Nylander är son till legationssekreterare Lennart Nylander och filosofie magister Margareta, ogift Fjellander, bror till psykoanalytikern Elisabeth Lagercrantz, samt dotterson till läkaren Gunnar Fjellander. Han blev filosofie kandidat 1955, filosofie licentiat 1965, filosofie doktor och docent i Uppsala 1970.
Nylander har varit verksam som associate professor vid Bryn Mawr College, Pennsylvania i USA, 1970–1976, och som professor i klassisk och främreorientalisk arkeologi i Köpenhamn 1977–1981. Han var föreståndare för Svenska institutet i Rom mellan åren 1979 och 1997.
Han har deltagit i flera viktiga arkeologiska utgrävningar i Iran, Azerbajdzjan och Grekland. Han doktorerade i klassisk och främreorientalisk arkeologi vid Uppsala universitet på en avhandling om grekiska influenser på persisk monumentalkonst som publicerades 1970 med titeln Ionians in Pasargadae: Studies in Old Persian Architecture. Han har skrivit flera böcker och artiklar inom konst och arkitektur. Nylander är även författare till populärvetenskapliga verk som är formade som reseberättelser i historiens spår: Den djupa brunnen (1964; i engelsk översättning 1969) och Avtryck av liv (2010). Till Carl Nylanders 84-årsdag publicerades antologin Antikens Persien med bidrag av bland andra Johan Mårtelius, Bo Utas och Ashk Dahlén som en tribut till hans pionjärarbete inom fornpersisk arkeologi och monumentalarkitektur.
Nylander blev 1979 invald som ledamot i Kungliga Vitterhetsakademien.
Carl Nylander var gift första gången 1965–1977 med journalisten Titti Nylander (född 1941). Andra gången gifte han sig 1983 med forskaren Eva Nilsson Nylander (född 1954). Bland barnen märks dottern Nike Nylander (född 1966), som är nyhetsankare vid SVT, och sonen Peter Nylander som är musiker inom framförallt jazz.